# مصر.
مصر. è il dominio di primo livello nazionale (ccTLD) internazionalizzato assegnato all'Egitto. È stato introdotto il 5 maggio 2010.